# كارثة غرق بانوش الدانة 2006
كارثة غرق بانوش الدانة 2006 هو بانوش أو عبارة بمحرك واحد يبحر قبالة ساحل المنامة عاصمة البحرين قد انقلب في الخليج العربي في 30 مارس 2006. حتى الساعة الواحدة صباحا من يوم 31 مارس تم إنقاذ 67 من أصل 150 شخصا كانوا على متنه وتأكد وفاة 58 شخص. اعتبر حوالي 40 شخص في عداد المفقودين. كان القتلى 17 هندي و12 بريطاني.
كان معظم الركاب الأجانب من شركة بناء المشروع المشترك ناس-موراي وروبرتس الذين كانوا يحتفلون بالانتهاء من جزء من أبراج مركز البحرين التجاري العالمي. عشرة من القتلى كانوا يعملون في شركة الإنشاءات الجنوب الأفريقية موراي اند روبرتس المحدودة. أربعة من هؤلاء الموظفين في جنوب أفريقيا كانوا هنودا وواحد من باكستان وشريك آخر في جنوب افريقيا. أفادت هيئة إذاعة جنوب أفريقيا أن سدس الجنوب الأفريقيين لقوا حتفهم في المأساة.
شارك خفر السواحل البحريني في عملية الإنقاذ على الفور ووصل بعد دقائق من وقوع الكارثة. ساعد الأسطول الخامس الأمريكي في جهود الإنقاذ مع الغواصين والزوارق البحرية الصغيرة.
أفادت جريدة غلف ديلي نيوز أن السفينة كانت مرخصة كمطعم عائم والتي كان من المفترض أن تظل راسية على الرصيف.
في 23 يوليو 2007 قضت محكمة أول درجة (المحكمة الصغرى الجنائية الأولى) بإدانة المتهمين في القضية وأمرت بحبس المتهم الأول مالك البانوش عبد الله عيسى مبارك الكبيسي 10 سنوات وقدرت مبلغ 10 آلاف دينار كفالة لوقف تنفيذ الحكم فيما قضت المحكمة بحبس المتهم الثاني ربان السفينة الآسيوي الجنسية ثلاث سنوات مع النفاذ كما أمرت بإحالة الدعوى المدنية إلى المحكمة المختصة بلا مصروفات.
ثم تقدم محامي المتهم الأول بطلب الاستئناف حيث قضت محكمة الاستئناف الكبرى الجنائية في 3 ديسمبر 2007 بتخفيف حكم الإدانة بالنسبة إلى المتهم الأول من السجن 10 أعوام إلى 5 أعوام فيما أيدت حكم حبس المتهم الثاني ثلاثة أعوام.